# Čabalovce
Čabalovce (hongrois : Csabaháza) est un village de Slovaquie situé dans la région de Prešov.

## Histoire
Première mention écrite du village en 1494.

## Démographie

### Évolution de la population
| Année:               | 1994. | 2004.    | 2014.   | 2024.    |
| -------------------- | ----- | -------- | ------- | -------- |
| Nombre de personnes: | 308   | 360      | 368     | 328      |
| Différence:          |       | +16,88 % | +2,22 % | -10,86 % |

| Année:               | 2023. | 2024.   |
| -------------------- | ----- | ------- |
| Nombre de personnes: | 330   | 328     |
| Différence:          |       | -0,60 % |